# Tachytrechus
Tachytrechus är ett släkte av tvåvingar. Tachytrechus ingår i familjen styltflugor.

## Dottertaxa tillTachytrechus, i alfabetisk ordning[1][2]
- Tachytrechus abdominalis
- Tachytrechus absarista
- Tachytrechus adjaniae
- Tachytrechus alatus
- Tachytrechus albinus
- Tachytrechus albitalus
- Tachytrechus albiterminalis
- Tachytrechus albonotatus
- Tachytrechus albopilosus
- Tachytrechus aldrichi
- Tachytrechus alternatus
- Tachytrechus americanus
- Tachytrechus ammobates
- Tachytrechus amnoni
- Tachytrechus analis
- Tachytrechus angulatus
- Tachytrechus angustipennis
- Tachytrechus antennatus
- Tachytrechus argentatus
- Tachytrechus argentimanus
- Tachytrechus argentipes
- Tachytrechus argyopus
- Tachytrechus argyropus
- Tachytrechus auratus
- Tachytrechus basiserratus
- Tachytrechus beckeri
- Tachytrechus bellus
- Tachytrechus binodatus
- Tachytrechus bipunctatus
- Tachytrechus boharti
- Tachytrechus bolivianus
- Tachytrechus boliviensis
- Tachytrechus bracteatus
- Tachytrechus brittoni
- Tachytrechus californicus
- Tachytrechus callosus
- Tachytrechus calyptopygeus
- Tachytrechus canacolli
- Tachytrechus castus
- Tachytrechus chetiger
- Tachytrechus ciliferus
- Tachytrechus clarus
- Tachytrechus compositus
- Tachytrechus confusus
- Tachytrechus consobrinus
- Tachytrechus contingens
- Tachytrechus costalis
- Tachytrechus costaricensis
- Tachytrechus crassitarsis
- Tachytrechus crypsus
- Tachytrechus crypsusoideus
- Tachytrechus crysusoideus
- Tachytrechus dilaticosta
- Tachytrechus dios
- Tachytrechus doriae
- Tachytrechus duplicatus
- Tachytrechus elegans
- Tachytrechus ethiopiensis
- Tachytrechus excisicornis
- Tachytrechus facilis
- Tachytrechus fedtschenkoi
- Tachytrechus femoralis
- Tachytrechus flabellifer
- Tachytrechus flavitibialis
- Tachytrechus floridensis
- Tachytrechus frontalis
- Tachytrechus fumipennis
- Tachytrechus fuscicornis
- Tachytrechus fusciformis
- Tachytrechus fuscipennis
- Tachytrechus genualis
- Tachytrechus giganteus
- Tachytrechus granditarsis
- Tachytrechus greenei
- Tachytrechus guangxiensis
- Tachytrechus guanica
- Tachytrechus gussakovskii
- Tachytrechus hamatus
- Tachytrechus harmstoni
- Tachytrechus humeralis
- Tachytrechus imperator
- Tachytrechus indianus
- Tachytrechus indicus
- Tachytrechus inopinatus
- Tachytrechus insignis
- Tachytrechus insolitus
- Tachytrechus intermedius
- Tachytrechus kenyensis
- Tachytrechus kowarzii
- Tachytrechus laevigatum
- Tachytrechus laticrus
- Tachytrechus latifacies
- Tachytrechus latipes
- Tachytrechus latitarsis
- Tachytrechus latitibius
- Tachytrechus linderi
- Tachytrechus longiciliatus
- Tachytrechus longifacies
- Tachytrechus luteicoxa
- Tachytrechus luteifacies
- Tachytrechus mchughi
- Tachytrechus medinae
- Tachytrechus melaleucus
- Tachytrechus melanocheirus
- Tachytrechus melanolepis
- Tachytrechus mesasiaticus
- Tachytrechus milleri
- Tachytrechus modestus
- Tachytrechus moechus
- Tachytrechus mulanjensis
- Tachytrechus mysticus
- Tachytrechus nigrifemoratus
- Tachytrechus nigripes
- Tachytrechus nimius
- Tachytrechus nitidus
- Tachytrechus notatus
- Tachytrechus novus
- Tachytrechus obscuripes
- Tachytrechus obtectus
- Tachytrechus ocior
- Tachytrechus octavianus
- Tachytrechus olympiae
- Tachytrechus parenti
- Tachytrechus partitus
- Tachytrechus parvicauda
- Tachytrechus perornatus
- Tachytrechus peruicus
- Tachytrechus petraeus
- Tachytrechus planifacies
- Tachytrechus planitarisis
- Tachytrechus platypus
- Tachytrechus potens
- Tachytrechus pressitibia
- Tachytrechus protervus
- Tachytrechus pseudonotatus
- Tachytrechus pteropodus
- Tachytrechus ripicola
- Tachytrechus robustus
- Tachytrechus rotundipennis
- Tachytrechus rubiginosus
- Tachytrechus rubzovi
- Tachytrechus sanus
- Tachytrechus seriatus
- Tachytrechus setosus
- Tachytrechus shannoni
- Tachytrechus simplex
- Tachytrechus simulatus
- Tachytrechus sinicus
- Tachytrechus sogdianus
- Tachytrechus spinitarsis
- Tachytrechus subcostatus
- Tachytrechus subpubescens
- Tachytrechus sumatranus
- Tachytrechus superbus
- Tachytrechus tahoensis
- Tachytrechus tenuipes
- Tachytrechus tenuiseta
- Tachytrechus tessellatus
- Tachytrechus theodori
- Tachytrechus transitorius
- Tachytrechus transversus
- Tachytrechus triangularis
- Tachytrechus tylophorus
- Tachytrechus utahensis
- Tachytrechus varus
- Tachytrechus vinogradovi
- Tachytrechus volitans
- Tachytrechus vorax
- Tachytrechus zumbadoi